# Jaime Pérez (político)
Jaime Gerschuni Pérez (9 de julio de 1928 - 24 de octubre de 2005) fue un político uruguayo, dirigente del Partido Comunista del Uruguay.

## Familia
Hijo de inmigrantes judíos de Europa oriental, que llegaron a Uruguay huyendo de la miseria.
Casado con Rita Lorenzo, tuvo tres hijos: Marina, Jorge y Enrique Gerschuni.

## Actividad política y sindical
Obrero peletero, e involucrado desde muy joven en las luchas políticas dentro del Partido Comunista, integró durante largos años la Junta Departamental de Montevideo en representación del mismo.
En 1971, tras la fundación del Frente Amplio en la que participó el comunismo uruguayo, fue elegido diputado. En el breve período de un año durante el que ejerció la banca, denunció los asesinatos de militantes de su partido ocurridos en la Seccional 20.ª del PCU en abril de 1972.
Tras el advenimiento de la dictadura, Jaime Pérez fue encarcelado entre 1974 y 1984, padeciendo torturas y en general muy duras condiciones de reclusión que afectaron de modo permanente su salud.
A la salida de la dictadura, en 1988 Pérez sustituyó a Rodney Arismendi en la Secretaría General del PCU, y un año más tarde fue elegido senador. En la dirección partidaria, intentó, tras los acontecimientos ocurridos en la Unión Soviética, impulsar un giro en la orientación partidaria. Sin embargo, tras fuertes enfrentamientos internos, Pérez abandonó la Secretaría General, y el mismo partido, en 1992.
Tras dejar su banca en el Senado en 1995 y publicar el libro El ocaso y la esperanza, una grave enfermedad alejó a Pérez de la vida pública en sus últimos años.